# Madiken
Madiken war eine nubische Königin.
Sie war wohl die Tochter von König Senkamanisken (regierte etwa 620 v. Chr.) und der Königin Nasalsa; Ersteres wird vermutet, Letzteres ist gesichert. Ihr königlicher Gemahl ist etwas umstritten. Es kommen vor allem Anlamani und Aspelta in Frage.
Madiken trägt die Titel ‚Schwester des Königs‘ und ‚Königsgemahlin des Lebenden‘.
Madiken wird auf verschiedenen Denkmälern genannt, wo sie eine bedeutende Rolle spielt. Aspelta setzte sie als ‚Sängerin des Amun‘ in Sanam ein. Sie ist in einer Pyramide Nu 27 in Nuri begraben worden. Dieser ca. 10,6 × 10,6 m große Bau hatte eine kleine Kapelle und unter der Anlage zwei Grabkammern, zu denen eine Treppe hinabführte. Das Grab war bei der Auffindung schon stark geplündert und konnte anhand von ca. 80 Uschebtis als Grab der Königin identifiziert werden.